# Paranaphoidea caudata
Paranaphoidea caudata är en stekelart som beskrevs av Girault 1915. Paranaphoidea caudata ingår i släktet Paranaphoidea och familjen dvärgsteklar. Inga underarter finns listade i Catalogue of Life.